# EuroBillTracker

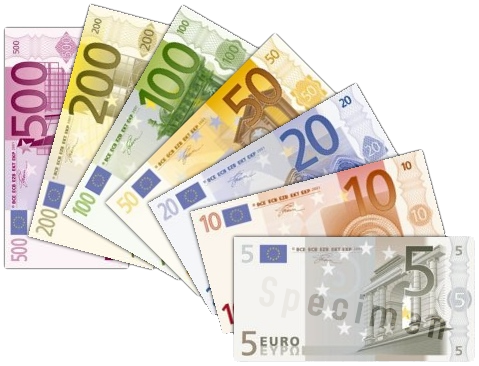
Notas de euro, moeda comum dos 17 países da União Monetária Europeia.

O EuroBillTracker é um web site criado para seguir a rota das notas de Euro. Foi inspirado nos sites Where's George e Where's Willy, que respectivamente seguem Dólares dos Estados Unidos e Dólares Canadianos.

## Características
O EuroBillTracker (EBT) é formado por uma equipa de voluntários de todo o mundo dedicados a seguir as notas de euro em todo o mundo. Cada utilizador regista os números de série das notas a que têm acesso no site, estando a seguinte informação disponível no site:
- Informação de difusão:  Cada país da Zona Euro tem-lhe atribuído um intervalo próprio de números de série  e a partir desta informação o EBT pode gerar gráficos de difusão que indicam a "nacionalidade" das notas registadas em cada país. Esta informação está disponível na secção Difusão
- Informação de rotas: Quando uma nota anteriormente registada for novamente introduzida por um novo utilizador, diz-se que ocorreu um "hit", e os utilizadores que haviam registado essa nota anteriormente são notificados por email. A secção Estatísticas apresenta informação sobre hits.
- Estatísticas e Rankings: Esta secção mostra os utilizadores, cidades e países que já registaram um maior número de notas, comparando-os dentro da sua cidade, país e mundialmente.

As notas e moedas de Euro foram colocadas em circulação em 1 de Janeiro de 2002 e o EBT tem seguido as notas desde então.
O site foi criado inicialmente por Philippe Girolami ("giro"). Os utilizadores Anssi Johansson ("avij") e Marko Schilde ("Nerzhul") vieram posteriormente a ajudar ao funcionamento do site. A tradução do site e vários outras tarefas são asseguradas por um grupo de utilizadores ativos do EBT.
O EuroBillTracker não está associado com a União Europeia, o Banco Central Europeu, bancos nacionais ou outras instituições financeiras, sendo totalmente gratuito.
Desde Fevereiro de 2008, o site passou a ser gerido pela Associação Europeia de EuroBillTrackers (European Association of EuroBillTrackers). Trata-se de uma associação sem fins lucrativos, sediada na Bélgica e que funciona de forma idêntica à Wikipedia, porque está incumbida de proteger os direitos do nome e a base de dados do EuroBillTracker, assim como o uso livre de qualquer encargo para os seus utilizadores, das suas ferramentas online.
Houve a necessidade de criar esta associação por volta de Janeiro de 2008, quando o fundador do site e alguns webmasters se desentenderam e causaram a divisão do EuroBillTracker em 24 de Dezembro de 2007. Estes dois sites voltaram a unir-se a 12 de Janeiro de 2008.

## Estatísticas

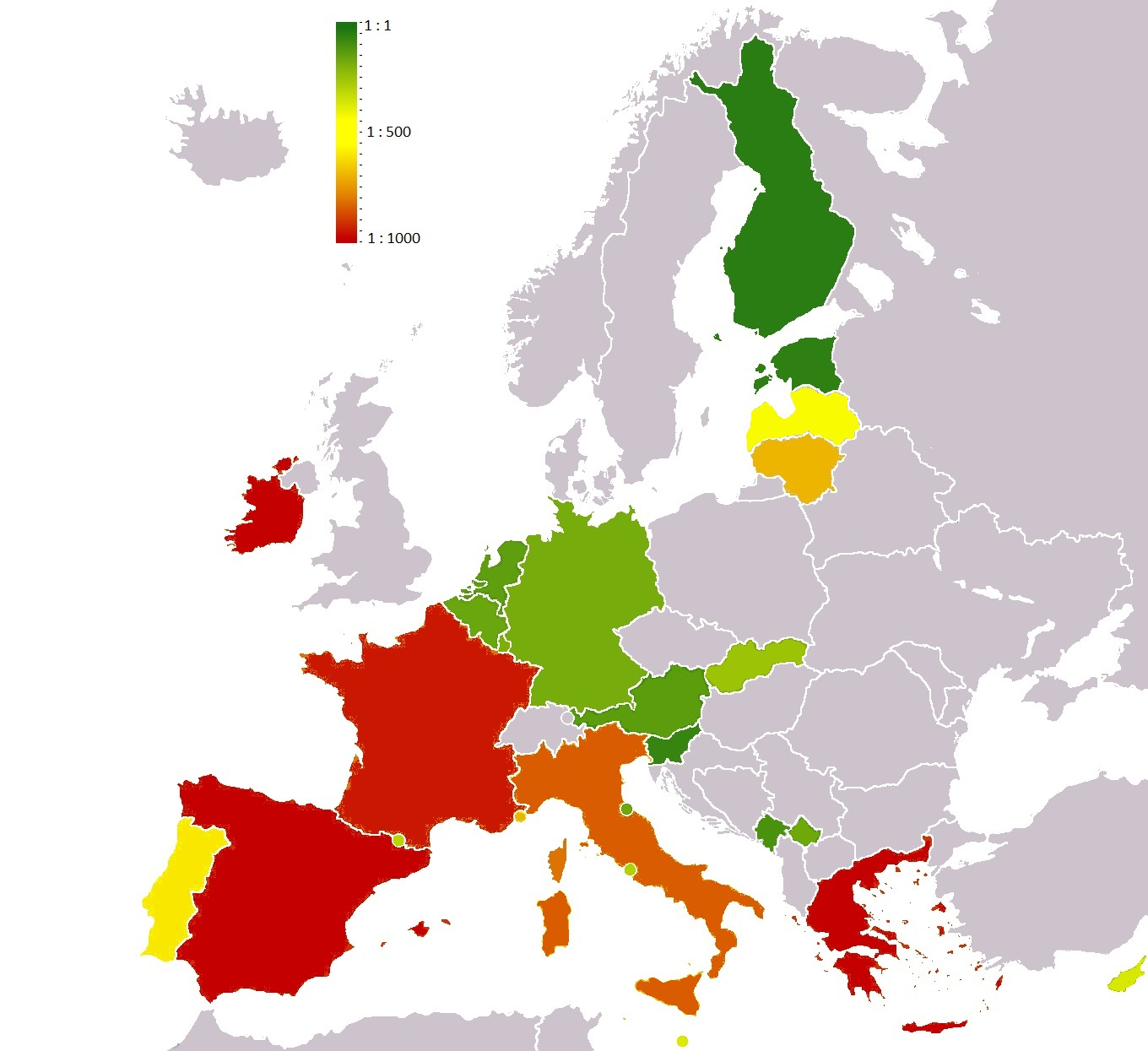
Mapa da Zona Euro de acordo com o EBT percentagem de hits, ex. a percentagem do número de notas registadas pelo menos duas vezes e o número total de notas introduzidas no país. Verde representa uma percentagem maior.

O primeiro utilizador a obter o número mágico de registar 100.000 notas de euro registadas no EuroBillTracker foi "bhoeyb" da Bélgica. Em Setembro de 2005 o também utilizador belga "12Orion" resgitou a nota número 10 Milhões do EBT, sendo este outro marco importante do site.
Em Agosto de 2006 o utilizador francês "vildou" registou a vigésima milionésima nota.
Em Dezembro de 2006 mais de 23 milhões de notas estavam na base de dados do site, sendo que mais de 85.000 foram hits.
Por esta altura, a Alemanha era o país onde maior número de notas fora registado, com cerca de 5.300.000, logo seguida pela Finlândia, sensivelmente com 4.865.000 e pelos Países Baixos, com cerca de 4.268.000 notas. Portugal ocupava à data o quinto lugar da tabela, com cerca de 1.500.000 notas.
Para auxiliar cada utilizador a visualizar dados estatísticos sobre as suas notas foram criados alguns programas, como o Note Info Generator (NIG), o EBT-Tool ou o Eurobilltracker Stats Tool (EBTST).
A partir do Fórum do EBT muitos desafios são colocados aos utilizadores, sendo um exemplo o "dothunting". Dothunting (literalmente, "caça ao ponto") baseia-se no facto de cada utilizador ver gerado um mapa com indicação por meio de pontos dos locais onde já registou notas. Alguns utilizadores propõem-se a viajar para diversas localidades para lá obterem notas e consequentemente aumentarem o seu número de pontos no mapa.
Outros desafios incluem obter notas no maior número de concelhos e distritos de Portugal (ou demais regiões administrativas em outros países), conseguir notas do maior número de cidades e vilas de Portugal, conseguir hits com maior número de utilizadores, ou obter a maior "carteira virtual", a soma dos valores de todas as notas introduzidas por um utilizador.

### Histórico do número de notas introduzidas por ano e "hits" alcançados
Segundo o site , foram introduzidas as seguintes notas nos diversos anos:
- 2002 – 531 074
- 2003 – 1 016 749
- 2004 – 3 324 861
- 2005 – 7 383 640
- 2006 – 10 866 572
- 2007 – 13 750 265
- 2008 – 14 950 189
- 2009 – 16 071 417
- 2010 – 15 002 472
- 2011 – 14 668 448
- 2012 – 14 095 801
- 2013 – 13 667 366
- 2014 – 13 036 882
- 2015 – 12 506 391
- 2016 – 11 852 885

Segundo o mesmo site, surgiram os seguintes "hits" nos diversos anos:
- 2002 – 158
- 2003 – 597
- 2004 – 5 897
- 2005 – 31 089
- 2006 – 50 588
- 2007 – 71 150
- 2008 – 94 075
- 2009 – 116 666
- 2010 – 108 053
- 2011 – 102 795
- 2012 – 95 237
- 2013 – 64 280
- 2014 – 70 093
- 2015 – 76 353
- 2016 – 74 193

## Comunidade

### Encontros Internacionais
A comunidade EuroBillTracker começou por realizar anualmente um encontro internacional dos seus utilizadores, geralmente no Verão. A partir de 2009, os encontros começaram a realizar-se duas vezes por ano. O primeiro no "período" do Inverno e o segundo no "período" do Verão.
|      | Local             | Local                |
| Ano  | Inverno           | Verão                |
| ---- | ----------------- | -------------------- |
| 2004 |                   | Bruxelas             |
| 2005 |                   | Helsínquia           |
| 2006 |                   | Amesterdão           |
| 2007 |                   | Berlim               |
| 2008 |                   | Liubliana            |
| 2009 | Bolonha e Ferrara | Viena                |
| 2010 | Malta             | Florença e Prato     |
| 2011 | Kalkar            | Barcelona            |
| 2012 | Frankfurt am Main | Munique              |
| 2013 | Rouen             | Roterdão             |
| 2014 | Lisboa            | Turku                |
| 2015 | Lárnaca           | Bruxelas e Antuérpia |
| 2016 | Dublin            | Sliema               |
| 2017 | [ nota 1 ]        | Helsínquia           |
| 2018 | Múrcia            | Vilnius              |
| 2019 | Munique           | Lille                |
| 2020 | Luxemburgo        |                      |

Curiosidades: -
- O encontro de Inve/rno de 2010 foi o primeiro em que se deu o nome de um país ao encontro e não o nome de uma cidade como vem sendo hábito.
- A cidade de  Frankfurt am Main foi a anfitriã do encontro de Inverno em 2012, que serviu ao mesmo tempo como a comemoração do 10.º Aniversário do EuroBillTracker.
- O encontro de Verão em 2017, foi o primeiro onde se repetiu a cidade anfitriã.

### Encontros Nacionais
Ocorrem também diversos encontros a nível nacional, incluindo em Portugal, sendo o primeiro - em 2005 - realizado em Faro. 
A partir dessa data, a comunidade tentou manter a norma de pelo menos um encontro por ano, visto o nosso país não ser muito grande comparativamente com outros no espaço "Euro", mas nem sempre ser possível arranjar datas convenientes a todos os participantes. 
| #    | Ano  | Local    |
| ---- | ---- | -------- |
| 1.º  | 2005 | Faro     |
| 2.º  | 2006 | Lisboa   |
| 3.º  | 2006 | Coimbra  |
| 4.º  | 2007 | Porto    |
| 5.º  | 2008 | Ericeira |
| 6.º  | 2009 | Coimbra  |
| 7.º  | 2010 | Redondo  |
| 8.º  | 2011 | Cete     |
| 9.º  | 2013 | Lisboa   |
| 10.º | 2017 | Lisboa   |

Ocasionalmente os membros reúnem-se informalmente como já aconteceu na Mealhada e em Vale de Cambra, para "workshops", "coffé-shops" e tertúlias.